# 1 mei
1 mei is de 121ste dag van het jaar (122ste dag in een schrikkeljaar) in de gregoriaanse kalender. Hierna volgen nog 244 dagen tot het einde van het jaar. In veel landen wordt 1 mei gevierd als de Dag van de Arbeid.

## Gebeurtenissen
- Algemeen
  - 1813 - In Den Haag wordt Adriana Bouwman door middel van de guillotine onthoofd: de tweede en tevens laatste executie op deze wijze in Den Haag.
  - 1886 - Tijdens de Haymarket-protesten lopen in Chicago 4 dagen lang hevige demonstraties voor o.a. de Achturige werkdag uiteindelijk uit op geweld. Dit wordt de basis voor de latere Dag van de Arbeid.
  - 1911 - Dina Sanson wordt in Rotterdam de eerste politievrouw van Nederland.
  - 1921 - De gemeente Veldhoven ontstaat door een fusie van drie vroegere gemeenten.
  - 1934 - Pernis en Hoogvliet gaan op in de gemeente Rotterdam.
  - 1935 - De dorpen Soetermeer en Zegwaard fuseren als gemeente Zoetermeer.
  - 1988 - De maximumsnelheid op de autosnelwegen in Nederland wordt verhoogd van 100 km/h naar 120 km/h.
  - 1990 - Men viert wereldwijd de honderdste verjaardag van de Dag van de Arbeid. In de Sovjet-Unie, in Moskou, wordt er echter geprotesteerd tegen het beleid van Gorbatsjov.
  - 1990 - Volgens de wet van 19 januari worden in België opeens 422.000 jongeren tussen de 18 en 21 jaar officieel meerderjarig.
  - 1999 - Marianne Vaatstra wordt op 16-jarige leeftijd vermoord.
  - 2012 - In Zuid-Nederland (de provincies Zeeland, Noord-Brabant en Limburg) wordt de wietpas ingevoerd.
  - 2016 - Tientallen leeuwen worden naar Zuid-Afrika gevlogen om een nieuw leven te beginnen in de Emoya Big Cat Sanctuary in Vaalwater, nadat ze jarenlang slecht zijn behandeld in Latijns-Amerikaanse circussen.
  - 2021 - In België werd tijdens de coronacrisis de belofte gemaakt door de overheid om op deze datum alle gesloten horeca terug te laten opengaan. Op deze belofte zijn ze nadien teruggekomen met een aantal rellen in grote steden tot gevolg.
  - 2024 - Gouverneur Eduardo Leite van de deelstaat Rio Grande do Sul, dat gelegen is in de regio Zuid van Brazilië, maakt in een persconferentie bekend dat de zware regenval die het gebied al enkele dagen treft de ergste ramp is in de geschiedenis van het gebied. Door de regen zijn rivieren buiten de oevers getreden, zijn wegen overstroomd, zijn er meerdere aardverschuivingen opgetreden en is de infrastructuur op grote schaal platgelegd. Meer dan 19000 mensen zijn getroffen door het noodweer. Volgens meteorologen kan het slechte weer nog dagen voortduren.[1]
  - 2025 - In Scheveningen komen jongeren bijéén na afspraken via social media om te vechten. Dat ontaardt in relletjes tegen de opgeroepen politie. De Mobiele Eenheid veegt de boulevard nabij het Kurhaus met wapenstokken leeg.
- Economie
  - 1971 - De Amerikaanse nationale treinmaatschappij Amtrak wordt opgericht.
  - 1995 - De Nederlandsche Bank trekt drie bankbiljetten in als geldig betaalmiddel: de twee groene van vijf gulden waarop Joost van den Vondel staat afgebeeld, en het oude rode biljet van 25 gulden met de beeltenis van Jan Pieterszoon Sweelinck.
  - 1995 - Nederlands enige producent van krantenpapier, Parenco, kondigt aan zijn prijzen, die per januari al met 20 tot 25 procent omhoog gingen, nog verder te moeten verhogen.
  - 2002 - Christian Heinzman neemt na één week ontslag als gedelegeerd bestuurder van de NMBS.
  - 2012 - Na Argentinië heeft ook Bolivia een bedrijf genationaliseerd dat deels in Spaanse handen is: TDE, de belangrijkste elektriciteitstransporteur van het land.
  - 2023 - JPMorgan Chase neemt de spaartegoeden over die uitstaan bij de in de problemen geraakte Amerikaanse First Republic Bank.[2]
- Media
  - 1941 - Citizen Kane, een film van Orson Welles, gaat in de VS in première.
  - 1975 - Dagblad van het Oosten verschijnt voor de eerste keer als kopblad van Tubantia.
  - 1995 - TMF, het eerste Nederlandse muziekkanaal, gaat van start.
  - 1999 - SpongeBob SquarePants gaat in de VS van start.
  - 1999 - De Belgische radiozender BRT2 wordt omgedoopt tot Radio 2, krijgt een nieuw logo en profileert zich als een gezellige familiezender.
  - 2012 - De Belgische televisiezenders Ketnet en Canvas gaan uit elkaar.
- Oorlog
  - 1982 - Britse bommenwerpers bombarderen het vliegveld van de hoofdstad van de Falklandeilanden Port Stanley.
  - 1991 - De linkse regering van Angola en de door de Verenigde Staten gesteunde rebellenbeweging UNITA bereiken in Portugal een vredesakkoord dat een einde moet maken aan zestien jaar burgeroorlog.
  - 1992 - De Conferentie voor Veiligheid en Samenwerking in Europa (CVSE) roept in Helsinki het Joegoslavische federale leger op om Bosnië-Herzegovina onmiddellijk te verlaten.
  - 2003 - President George W. Bush houdt zijn 'mission accomplished'-speech aan boord van een Amerikaans marineschip, waarmee hij de oorlog tegen Irak als beëindigd beschouwt.
- Politiek
  - 305 - De Romeinse keizers Diocletianus en Maximianus treden vrijwillig af en dragen het rijk over aan de nieuwe keizers Galerius en Constantius I Chlorus.
  - 524 - Koning Chlodomer laat Sigismund van Bourgondië en zijn familie in Orléans executeren.
  - 1707 - Door de Acts of Union worden Engeland en Schotland verenigd tot één rijk met één parlement: het Koninkrijk Groot-Brittannië.
  - 1795 - In de Verenigde Staten wordt een nieuwe officiële vlag ingevoerd met 15 sterren en 15 strepen omdat er inmiddels 2 nieuwe staten zijn toegetreden.[3]
  - 1884 - Er breekt in de Verenigde Staten een staking uit die uiteindelijk het instellen van een acht-urige werkdag zal betekenen. Deze dag zal de geschiedenis ingaan als de Dag van de Arbeid en is in vele landen een erkende feestdag. Uitzonderingen zijn Canada, Nederland, en ironisch genoeg ook de Verenigde Staten.
  - 1891 - Bij een schietpartij in Fourmies wordt een manifestatie ten voordele van de achturige werkdag bloedig neergeslagen. Er vallen negen doden en 35 gewonden.
  - 1960 - Gary Powers wordt, vliegend in een U-2, boven de Sovjet-Unie neergeschoten.
  - 1984 - President Belisario Betancur kondigt de noodtoestand af in Colombia vanwege het aanhoudende geweld in zijn land.
  - 1985 - In Brussel blazen de Cellulles Communistes Combattantes (CCC) een auto op: twee brandweermannen komen om het leven.
  - 1989 - Waarnemend president-generaal Andrés Rodriguez wint als kandidaat van de Colorado-partij de presidentsverkiezingen in Paraguay met zo'n 74 procent van de stemmen.
  - 1991 - Kolonel Elias Ramaema (57) wordt beëdigd als de nieuwe militaire leider van Lesotho, nadat hij generaal-majoor Justin Lekhanya heeft afgezet via een militaire coup.
  - 2004 - Tien landen komen bij de Europese Unie: Estland, Letland, Litouwen, Polen, Tsjechië, Slowakije, Hongarije, Slovenië, Cyprus en Malta.
  - 2017 - President Nicolás Maduro van Venezuela wil met behulp van een door hem bijeengeroepen volksvergadering een nieuwe grondwet opstellen, bedoeld om de economische crisis in zijn land het hoofd te bieden.
- Recreatie
  - 1989 - Binnen het Walt Disney World Resort wordt het derde attractiepark genaamde Disney's Hollywood Studios geopend.
  - 2001 - Een grote brand in het attractiepark Phantasialand verwoest de Grand Canyon Bahn en Gebirgsbahn.
  - 2005 - Grootse opening van GaiaPark Kerkrade Zoo. De opening wordt verricht door een aantal leden van het koninklijk huis.
- Religie
  - 418 - Concilie van Carthago: In een bijeenkomst van 200 bisschoppen bekrachtigd de kerkelijke raad officieel de canon van de Bijbel.
  - 1672 - Zaligverklaring van paus Pius V.
  - 1846 - Oprichting van het rooms-katholieke apostolisch vicariaat Japan
  - 1917 - Oprichting van de Congregatie voor de Oosterse Kerken van de Romeinse Curie door paus Benedictus XV.
  - 1946 - Encycliek Deiparae Virginis Mariae van paus Pius XII over de Tenhemelopneming van Maria.
  - 1948 - Encycliek Auspicia Quaedam van paus Pius XII over de wereldvrede en de problemen in Palestina.
  - 1955 - Instelling van de feestdag van de 'heilige Jozef Arbeider' op 1 mei door paus Pius XII om een christelijk tegenwicht te bieden aan de socialistische 'Dag van de Arbeid'.
  - 2004 - Vereniging van de Samen-op-Weg kerken (Gereformeerde en Hervormde kerken en de Evangelisch-Lutherse Kerk in Nederland) tot de Protestantse Kerk in Nederland.
  - 2011 - Zaligverklaring van paus Johannes Paulus II
- Sport
  - 1898 - Oprichting van de Zwitserse voetbalclub FC Thun.
  - 1904 - België en Frankrijk spelen beide de eerste voetbalinterland uit hun geschiedenis en spelen in Brussel met 3-3 gelijk.
  - 1908 - Oprichting van de IJslandse voetbalclub Fram Reykjavík.
  - 1909 - Oprichting van de Oostenrijkse voetbalclub SK Sturm Graz.
  - 1925 - Oprichting van de Ecuadoraanse voetbalclub Barcelona Sporting Club.
  - 1946 - In Santa Cruz de la Sierra wordt de Boliviaanse voetbalclub Club Blooming opgericht.
  - 1978 - In Maastricht wordt profvoetbalclub MVV opgericht, als afsplitsing van MVV'02.
  - 1985 - Het Nederlands voetbalelftal speelt met 1-1 gelijk tegen Oostenrijk in de WK-kwalificatiereeks. Wim Kieft opent de score voor Oranje in de 55ste minuut.
  - 1994 - Formule 1 coureur Ayrton Senna verongelukt tijdens de Grand Prix van San Marino op het circuit van Imola.
  - 1998 - Amsterdam is van 1 tot en met 16 mei gastheer van het eerste officiële wereldkampioenschap rugby voor vrouwen. Aan het toernooi doen zestien landen mee. Nieuw-Zeeland wint, Nederland eindigt als dertiende.
  - 2004 - Opening van het Vikingstadion, een voetbalstadion in de Noorse stad Stavanger.
  - 2012 - De Engelse bond FA benoemt Roy Hodgson tot bondscoach van het Engels voetbalelftal.
  - 2023 - Luca Brecel uit België is de eerste snookerspeler van het Europese vasteland ooit, die erin slaagt het wereldkampioenschap snooker te winnen.[4]
- Wetenschap en technologie
  - 1949 - Ontdekking van de maan Nereïde bij de planeet Neptunus door de Nederlandse astronoom Gerard Kuiper.[5]
  - 2000 - De Amerikaanse overheid schakelt de selective availability van het global positioning system uit. Hierdoor neemt de foutmarge van GPS voor burgers af van meer dan 100 m naar 10 m, wat tot vele nieuwe toepassingen leidt, zoals geocaching.
  - 2023 - Lancering van een Falcon Heavy raket van SpaceX vanaf Kennedy Space Center Lanceercomplex 39 voor de ViaSat-3 Americas & Others missie met de ViaSat-3 Americas communicatiesatelliet van ViaSat en de Arcturus communicatiesatelliet van Astranis Space Technologies. Daarnaast gaat de G-Space 1 CubeSat mee die plaats biedt aan verschillende andere kleine satellieten.[6]

## Geboren

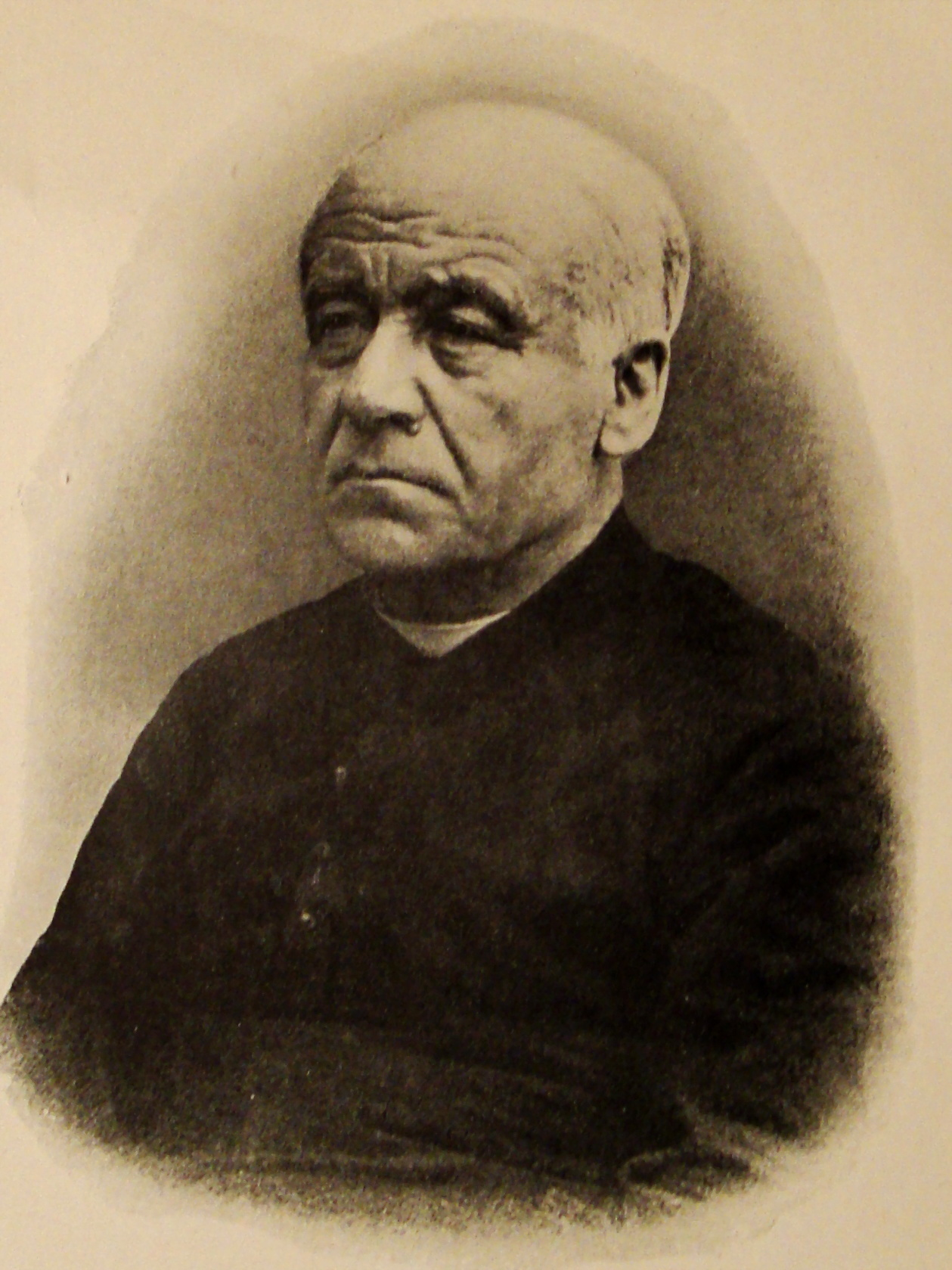
Guido Gezelle
geboren in 1830

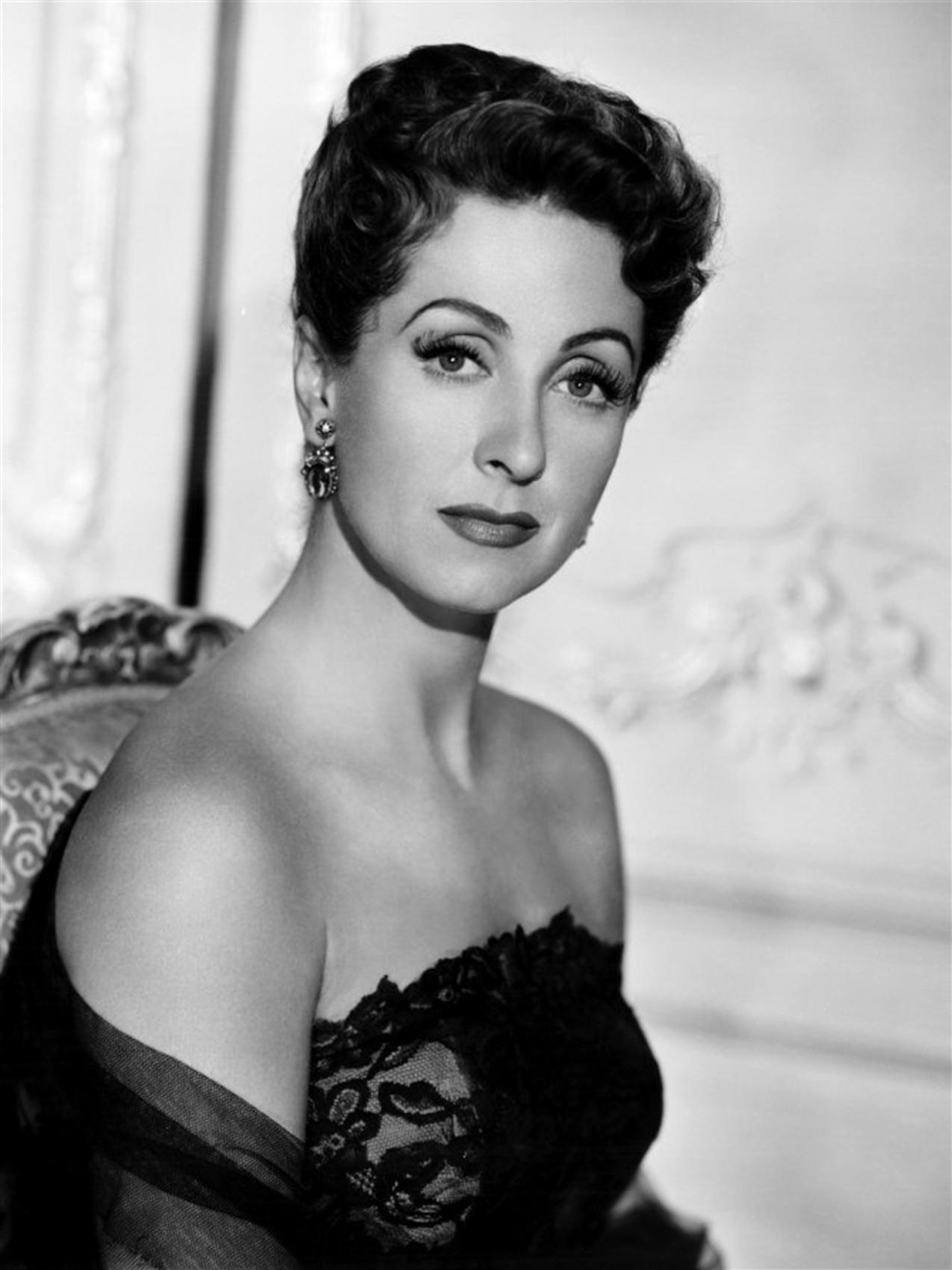
Danielle Darrieux
geboren in 1917

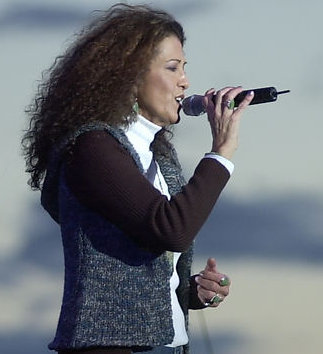
Rita Coolidge
geboren in 1945

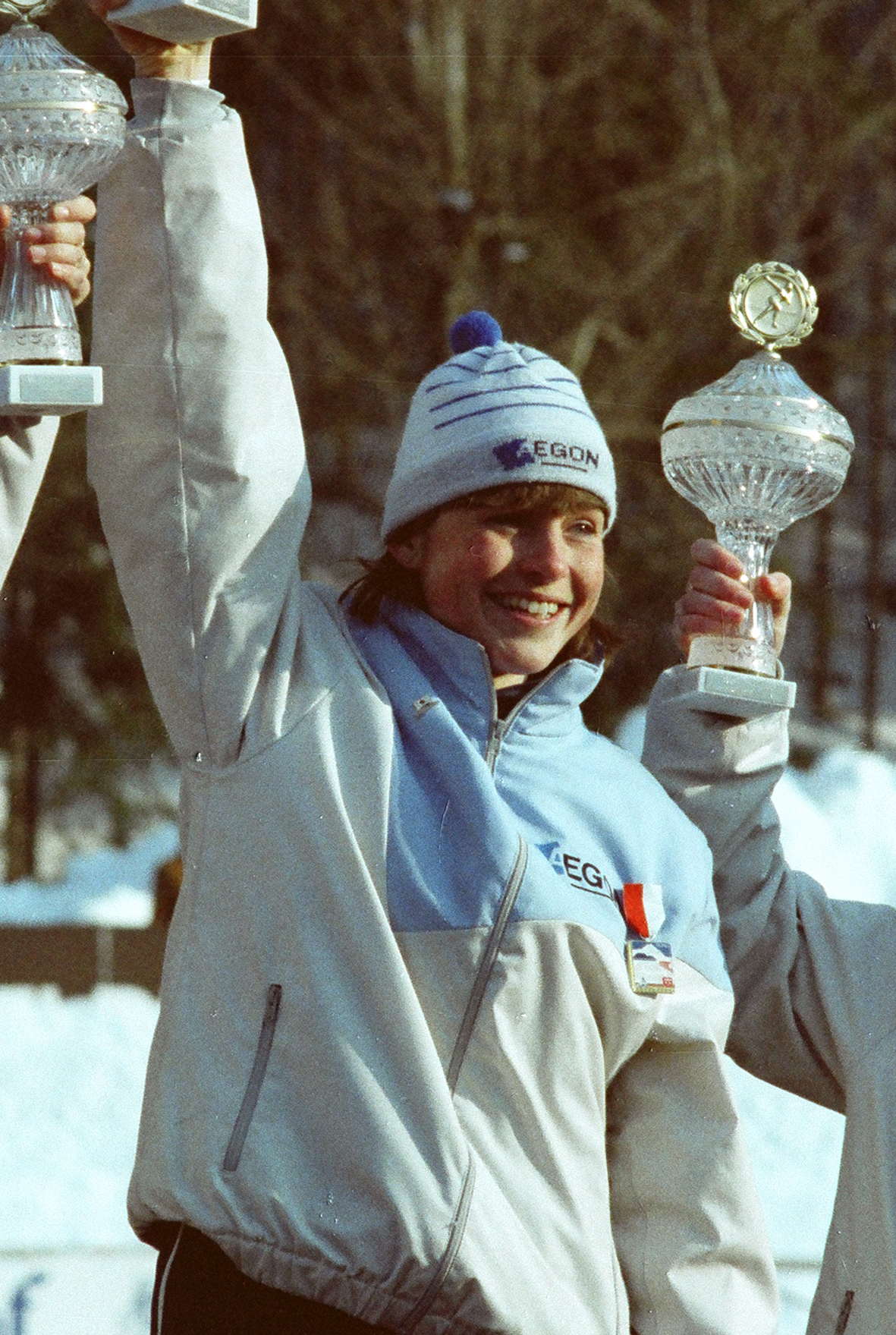
Yvonne van Gennip
geboren in 1964

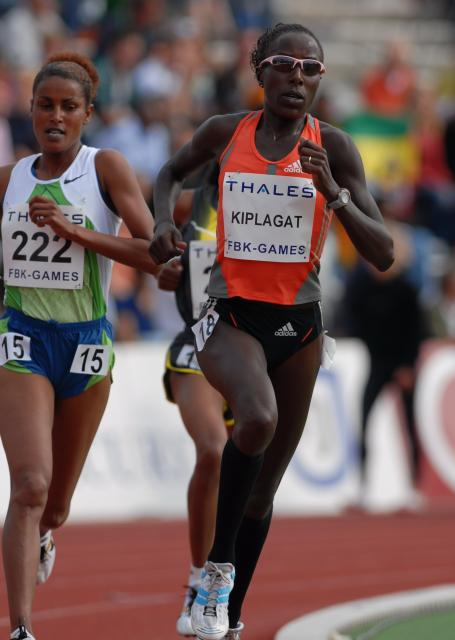
Lornah Kiplagat
geboren in 1974

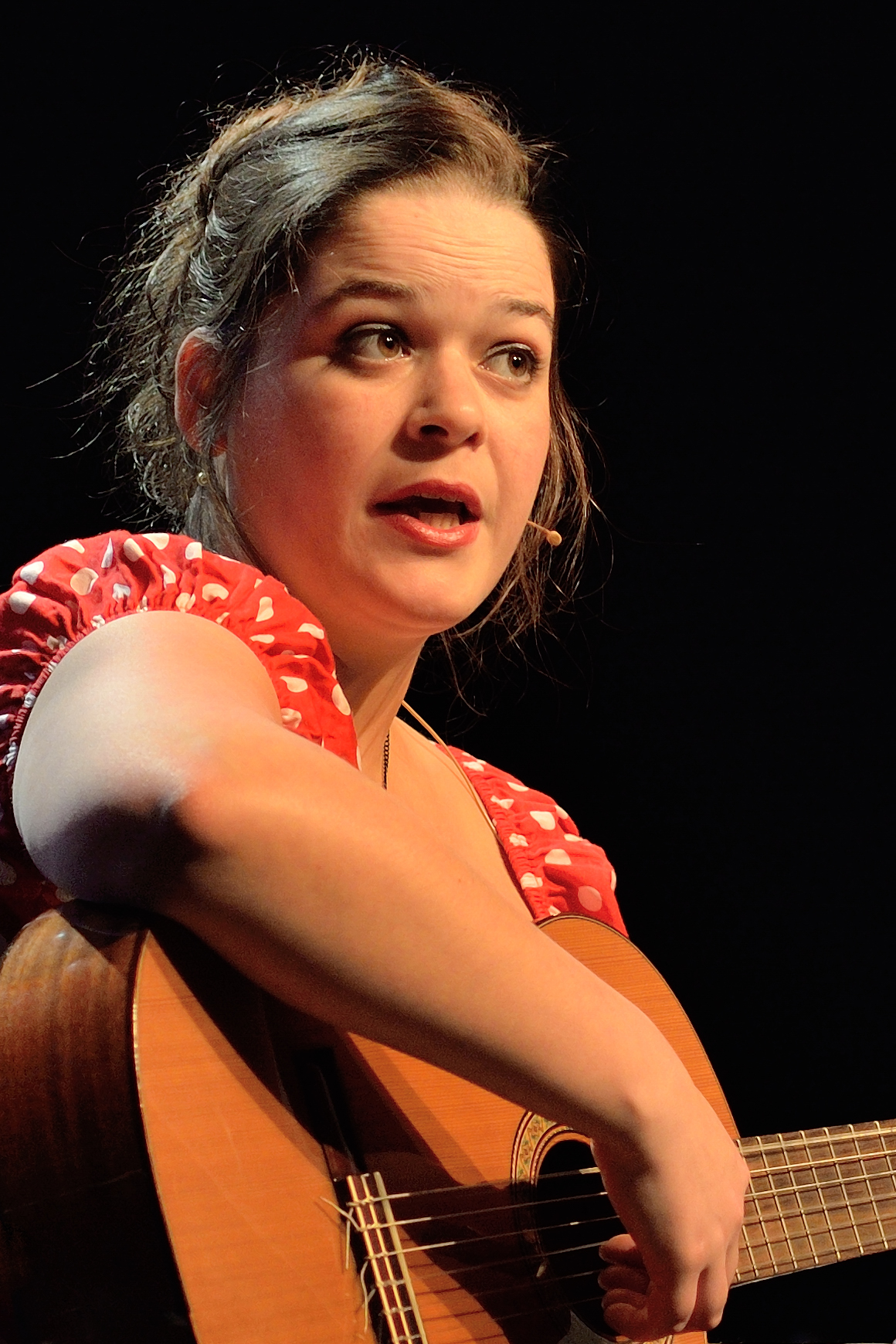
Katinka Polderman
geboren in 1981

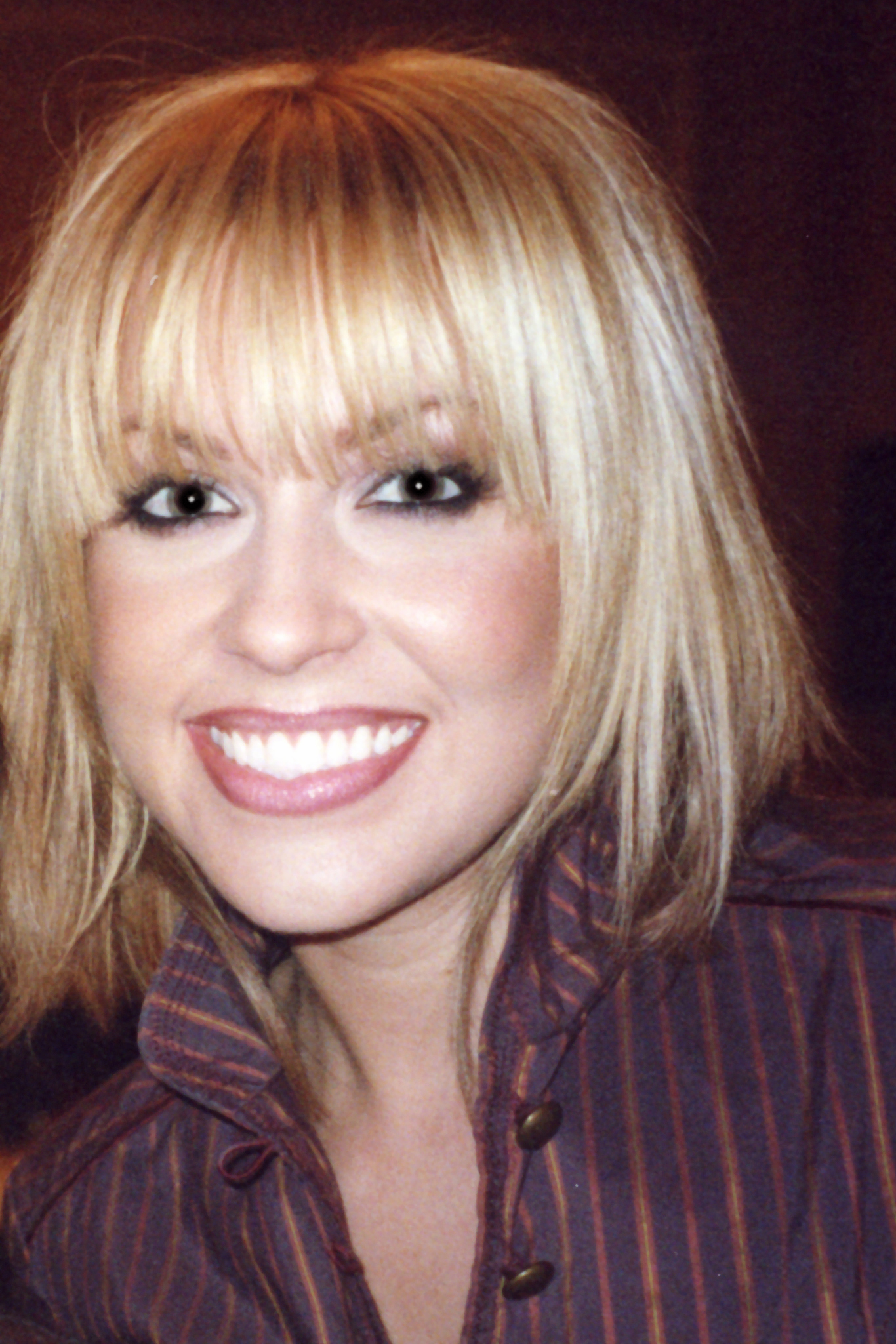
Farah Fath
geboren in 1984

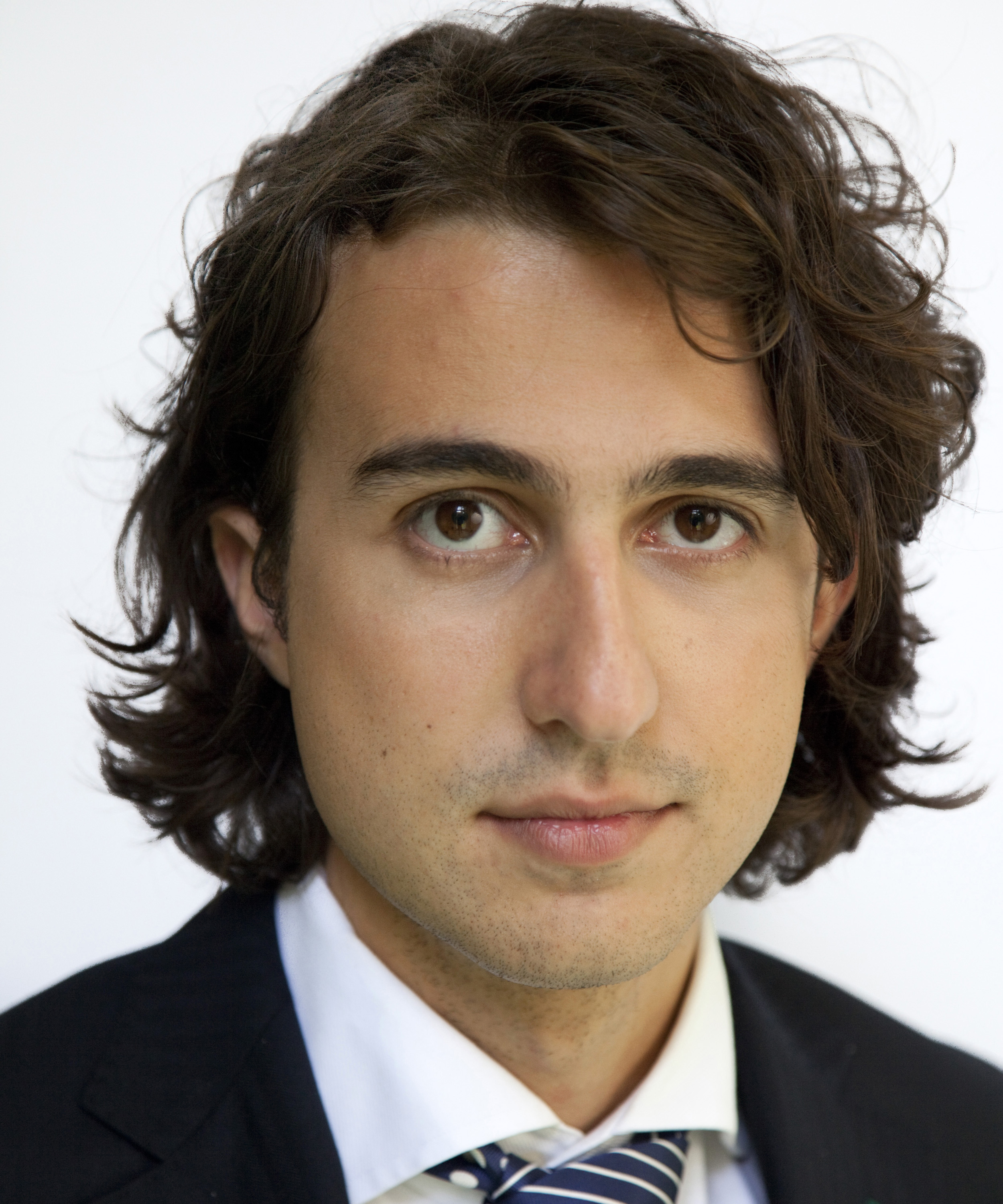
Jesse Klaver
geboren in 1986

- 1218 - Rudolf I, Rooms-Duits koning (overleden 1291)
- 1218 - Jan van Avesnes, graaf van Henegouwen (overleden 1257)
- 1238 - Magnus VI, koning van Noorwegen (overleden 1280)
- 1533 - Catalina Tomàs, Spaans heilige (overleden 1574)
- 1602 - William Lilly, Engels astroloog (overleden 1681)
- 1735 - Jan Hendrik van Kinsbergen, Nederlands zeeofficier (overleden 1819)
- 1825 - George Inness, Amerikaans kunstschilder (overleden 1894)
- 1827 - Jules Breton, Frans kunstschilder (overleden 1906)
- 1829 - Frederick Sandys, Engels kunstschilder (overleden 1904)
- 1830 - Guido Gezelle, Belgisch priester en dichter (overleden 1899)
- 1844 - Alexandra van Denemarken, Deens prinses, prinses van Wales en koningin van Groot-Brittannië (overleden 1925)
- 1852 - Friedrich von Moltke, Duits staatsman (overleden 1927)
- 1871 - Saekle Greijdanus, Nederlands theoloog (overleden 1948)
- 1881 - Pierre Teilhard de Chardin, Frans priester en filosoof (overleden 1955)
- 1882 - Bernhard Schapiro, Lets-Zwitserse arts, zionist en androloog (overleden 1966)
- 1883 - Karel Heijting, Nederlands voetballer en militair (overleden 1951)
- 1884 - Earl Howe, Brits autocoureur en lid van het Lagerhuis (overleden 1964)
- 1886 - Reinier van Genderen Stort, Nederlands schrijver en dichter (overleden 1942)
- 1896 - Mark Clark, Amerikaans militair (overleden 1984)
- 1902 - Henri Hoevenaers, Belgisch wielrenner (overleden 1958)
- 1905 - Henk de Best, Nederlands bokser (overleden 1978)
- 1908 - Giovannino Guareschi, Italiaans journalist, humorist en romanschrijver (overleden 1968)
- 1909 - Yannis Rítsos, Grieks dichter (overleden 1990)
- 1910 - Dirk Flentrop, Nederlands orgelbouwer (overleden 2003)
- 1913 - Ger de Roos, Nederlands accordeonist, pianist en orkestleider (overleden 1994)
- 1914 - Pierino Favalli, Italiaans wielrenner (overleden 1986)
- 1914 - G.B.J. Hiltermann, Nederlands politiek commentator (overleden 2000)
- 1914 - Jaap van der Poll, Nederlands atleet (overleden 2010)
- 1916 - Glenn Ford, Amerikaans acteur (overleden 2006)
- 1917 - Danielle Darrieux, Frans actrice (overleden 2017)
- 1920 - Marcel Coucke, Belgisch politicus (overleden 1998)
- 1923 - Trevor Ford, Brits voetballer (overleden 2003)
- 1923 - Joseph Heller, Amerikaans romanschrijver (overleden 1999)
- 1924 - Evelyn Boyd Granville, Amerikaans wiskundige (overleden 2023)
- 1924 - Karel Kachyňa, Tsjechisch filmregisseur (overleden 2004)
- 1924 - Grégoire Kayibanda, Rwandees president (overleden 1976)
- 1925 - Scott Carpenter, Amerikaans ruimtevaarder (overleden 2013)
- 1926 - Felipe Santiago Benítez Avalos, Paraguayaans aartsbisschop (overleden 2009)
- 1926 - Feyo Onno Joost Sickinghe, Nederlands industrieel en bestuurder (overleden 2006)
- 1926 - Jos Ghysen, Belgisch radio- en televisiepresentator (overleden 2014)
- 1926 - Peter Lax, Hongaars-Amerikaans wiskundige (overleden 2025)
- 1927 - Greta Andersen, Deens zwemster (overleden 2023)
- 1927 - Nico Frijda, Nederlands psycholoog (overleden 2015)
- 1927 - Roland Verhavert, Belgisch filmregisseur (overleden 2014)
- 1927 - Albert Zafy, Malagassisch politicus (overleden 2017)
- 1928 - Herman van Elteren, Nederlands acteur en beeldend kunstenaar (overleden 2023)
- 1928 - Sonny James, Amerikaans zanger (overleden 2016)
- 1928 - Madeleine Moreau, Frans schoonspringster (overleden 1995)
- 1928 - Raoul Servais, Belgisch filmmaker en animator (overleden 2023)
- 1928 - Desmond Titterington, Noord-Iers autocoureur (overleden 2002)
- 1929 - Lex Lesgever, Nederlands schrijver (overleden 2019)
- 1931 - Ira Sullivan, Amerikaans jazzmuzikant (overleden 2020)
- 1932 - Donald Kagan, Amerikaans oudhistoricus, classicus en hoogleraar (overleden 2021)
- 1933 - Michel Camdessus, Frans econoom
- 1934 - Cuauhtémoc Cárdenas, Mexicaans politicus
- 1934 - Phillip King, Brits beeldhouwer (overleden 2021)
- 1935 - Don Martina, Curaçaos politicus (overleden 2024)
- 1937 - Bo Nilsson, Zweeds componist (overleden 2018)
- 1937 - Una Stubbs, Brits actrice en danseres (overleden 2021)
- 1940 - Elsa Peretti, Italiaans sieradenontwerper, filantroop, en fotomodel (overleden 2021)
- 1939 - Judy Collins, Amerikaans singer-songwriter
- 1941 - Magne Thomassen, Noors schaatser
- 1942 - Charlie Aitken, Schots voetballer (overleden 2023)
- 1942 - Artemio Rillera, Filipijns bisschop (overleden 2011)
- 1943 - Odilon Polleunis, Belgisch voetballer (overleden 2023)
- 1944 - Anna-Lena, Zweeds schlagerzangeres (overleden 2010)
- 1944 - Costa Cordalis, Duits schlagerzanger (overleden 2019)
- 1944 - Paul Poels, Belgisch atleet
- 1945 - Rita Coolidge, Amerikaans zangeres
- 1945 - Evert van de Kamp, Nederlands organist en dirigent
- 1946 - Joanna Lumley, Brits actrice
- 1946 - Valeri Moeratov, Russisch schaatser
- 1948 - Robert Pintenat, Frans voetballer en voetbalcoach (overleden 2008)
- 1949 - Luc Carlier, Belgisch atleet
- 1950 - Roger Chapman, Engels golfer
- 1950 - John Diehl, Amerikaans acteur
- 1950 - Werewere Liking, Kameroens kunstschilder, theaterregisseur en schrijfster
- 1951 - Pieter Dewever, Belgisch schrijver
- 1951 - Geoff Lees, Brits autocoureur
- 1951 - Erik Van Neygen, Belgisch zanger
- 1952 - Josif Dorfman, Frans schaker
- 1953 - Mayumi Aoki, Japans zwemster
- 1954 - Coert van Ee, Nederlands politicus en burgemeester (overleden 2020)
- 1954 - Ray Parker jr., Amerikaans zanger
- 1954 - Géry Verlinden, Belgisch wielrenner
- 1954 - Anne Lybaert, Belgisch onderneemster (overleden 2015)
- 1955 - Dorrie Timmermans, Nederlands paralympisch sportster
- 1956 - Alexander Ivanov, Russisch schaker
- 1956 - Reinder van der Naalt, Nederlands stemacteur en cabaretier
- 1960 - Peter Mikkelsen, Deens voetbalscheidsrechter (overleden 2019)
- 1961 - Luis Capurro, Ecuadoraans voetballer
- 1962 - Maia Morgenstern, Roemeens actrice
- 1962 - Patrick Steemans, Belgisch atleet
- 1962 - Owen Paul, Brits zanger
- 1963 - Guillaume van Luxemburg, Luxemburgs prins
- 1963 - Philip Ma, Hongkongs autocoureur
- 1964 - Carlos Aalbers, Nederlands voetballer
- 1964 - Sarah Armstrong-Jones, enige dochter van Antony Armstrong-Jones en Margaret Windsor
- 1964 - Yvonne van Gennip, Nederlands schaatsster
- 1964 - Paco Tous, Spaans acteur
- 1966 - Zbigniew Piątek, Pools wielrenner
- 1966 - Olaf Thon, Duits voetballer
- 1966 - Peter Van Den Abeele, Belgisch veldrijder en mountainbiker
- 1967 - Jelena Afanasjeva, Sovjet-Russisch/Russisch atlete
- 1967 - Tim McGraw, Amerikaans countryzanger
- 1967 - Manon Ruijters, Nederlands pedagoog
- 1967 - Zaza (Klaas Storme), Belgisch cartoonist
- 1968 - Oliver Bierhoff, Duits voetballer
- 1968 - D'arcy Wretzky, Amerikaans basgitariste
- 1969 - Wes Anderson, Amerikaans regisseur
- 1970 - Bernard Butler, Brits muzikant
- 1971 - Stuart Appleby, Australisch golfer
- 1971 - Ajith Kumar, Indiaas acteur en autocoureur
- 1972 - Angela Alupei, Roemeens roeister
- 1972 - Julie Benz, Amerikaans actrice
- 1972 - Tamara Hoekwater, Nederlands zangeres
- 1972 - Franka Rolvink Couzy, Nederlands journaliste
- 1973 - Oliver Neuville, Zwitsers/Duits voetballer
- 1974 - Trecina Evette Atkins, Amerikaans zangeres
- 1974 - Lornah Kiplagat, Keniaans/Nederlands atlete
- 1975 - Marc-Vivien Foé, Kameroens voetballer (overleden 2003)
- 1975 - Jodhi May, Brits actrice
- 1976 - Anna Olsson, Zweeds langlaufster
- 1976 - Patricia Stokkers, Nederlands zwemster
- 1977 - David Crv, Belgisch voetballer
- 1977 - Miranda van Holland, Nederlands dj, radio-producer en visagiste
- 1979 - Bjorn De Wilde, Belgisch voetballer
- 1979 - Michelle Perry, Amerikaans atlete
- 1980 - Inês Henriques, Portugees atlete
- 1980 - Jan Heylen, Belgisch autocoureur
- 1980 - Joelia Tabakova, Russisch atlete
- 1981 - Sophie Hermans, Nederlands politica (VVD)
- 1981 - Aljaksandr Hleb, Wit-Russisch voetballer
- 1981 - Katinka Polderman, Nederlands cabaretière
- 1982 - Jamie Dornan, Noord-Iers acteur
- 1982 - Jelmer Jens, Nederlands schaker
- 1982 - António Alberto Bastos Pimparel, Portugees voetballer
- 1982 - Tommy Robredo, Spaans tennisser
- 1982 - Darijo Srna, Kroatisch voetballer
- 1983 - Alain Bernard, Frans zwemmer
- 1984 - Mišo Brečko, Sloveens voetballer
- 1984 - Farah Fath, Amerikaans actrice
- 1984 - Celso Míguez, Spaans autocoureur
- 1985 - Luka Rakuša, Sloveens wielrenner
- 1986 - Cristian Benítez, Ecuadoraans voetballer (overleden 2013)
- 1986 - Jesse Klaver, Nederlands politicus
- 1987 - Leonardo Bonucci, Italiaans voetballer
- 1987 - Saidi Ntibazonkiza, Burundees voetballer
- 1987 - Shahar Peer, Israëlisch tennisster
- 1988 - Maksim Goestik, Wit-Russisch freestyleskiër (overleden 2023)
- 1988 - Teodor Peterson, Zweeds langlaufer
- 1989 - Alejandro Arribas, Spaans voetballer
- 1990 - Aleko Aptsiauri, Georgisch voetbalscheidsrechter
- 1990 - Diego Contento, Duits voetballer
- 1990 - Mart Lieder, Nederlands voetballer
- 1990 - Maarten van Ooijen, Nederlands politicus (CU)
- 1990 - Caitlin Stasey, Australisch actrice
- 1991 - Antoine Chiaramonti, Andorrees voetbalscheidsrechter
- 1991 - Abdisalam Ibrahim, Noors-Somalisch voetballer
- 1991 - Levina, Duits zangeres
- 1991 - Bartosz Salamon, Pools voetballer
- 1991 - Daniel Talbot, Brits atleet
- 1992 - Wing Tai Barrymore, Amerikaans freestyleskiër
- 1992 - Teya Dora, Servisch zangeres
- 1992 - Trevor Philp, Canadees alpineskiër
- 1992 - Matěj Vydra, Tsjechisch voetballer
- 1993 - Jean-Christophe Bahebeck, Frans voetballer
- 1993 - Victoria Monét, Amerikaans zangeres en songwriter
- 1993 - Chinyere Pigot, Surinaams zwemster
- 1994 - Aaron Botterman, Belgisch atleet
- 1994 - Wallace Oliveira dos Santos, Braziliaans voetballer
- 1995 - Collin Seedorf, Nederlands voetballer
- 1996 - Danique Kerkdijk, Nederlands voetbalster
- 1996 - Michael Seaton, Jamaicaans voetballer
- 2000 - Dagmar Boom, Nederlands volleybalster
- 2001 - Eva Tostrams, Nederlands voetbalster
- 2002 - Chet Holmgren, Amerikaans basketballer
- 2002 - David Vidales, Spaans autocoureur
- 2003 - Lizzy Greene, Amerikaans actrice
- 2004 - Charli D'Amelio, Amerikaans vlogster
- 2004 - Thibaud Gruel, Frans wielrenner

## Overleden

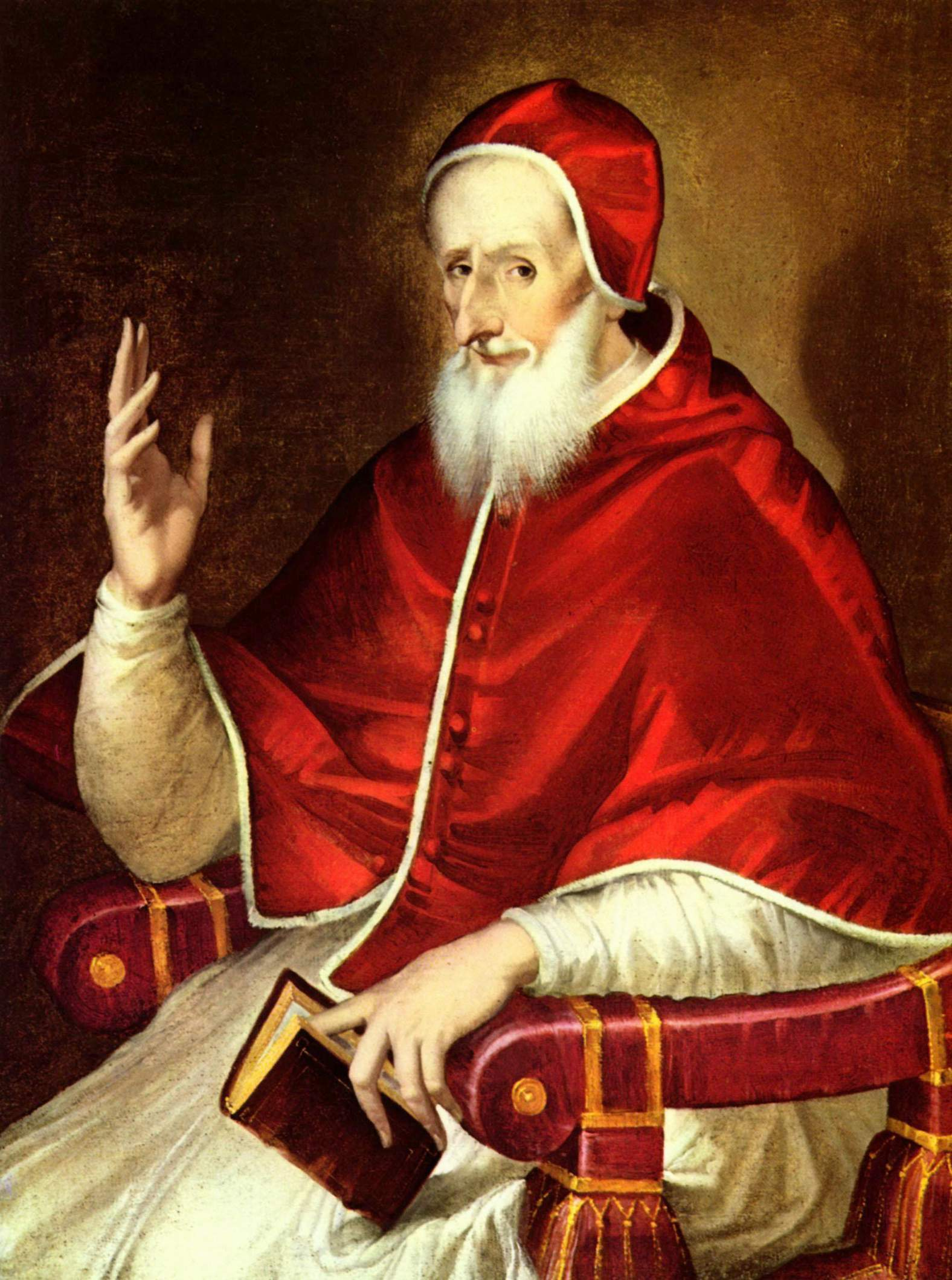
Paus Pius V,
overleden in 1572

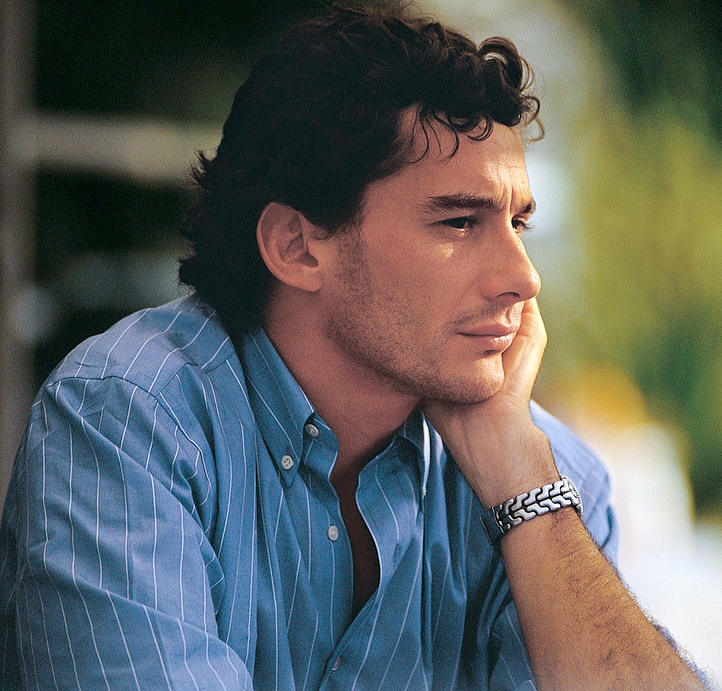
Ayrton Senna,
overleden in 1994

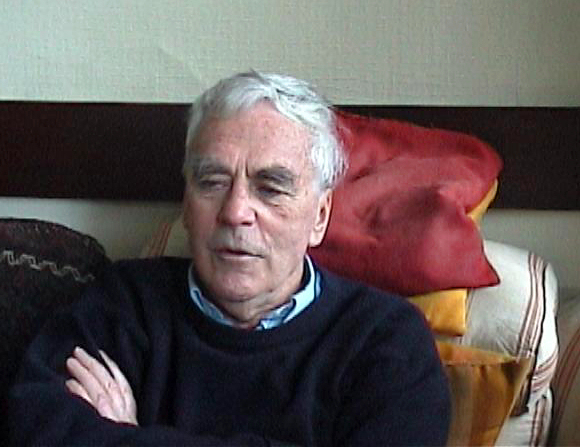
J.J. Voskuil,
overleden in 2008

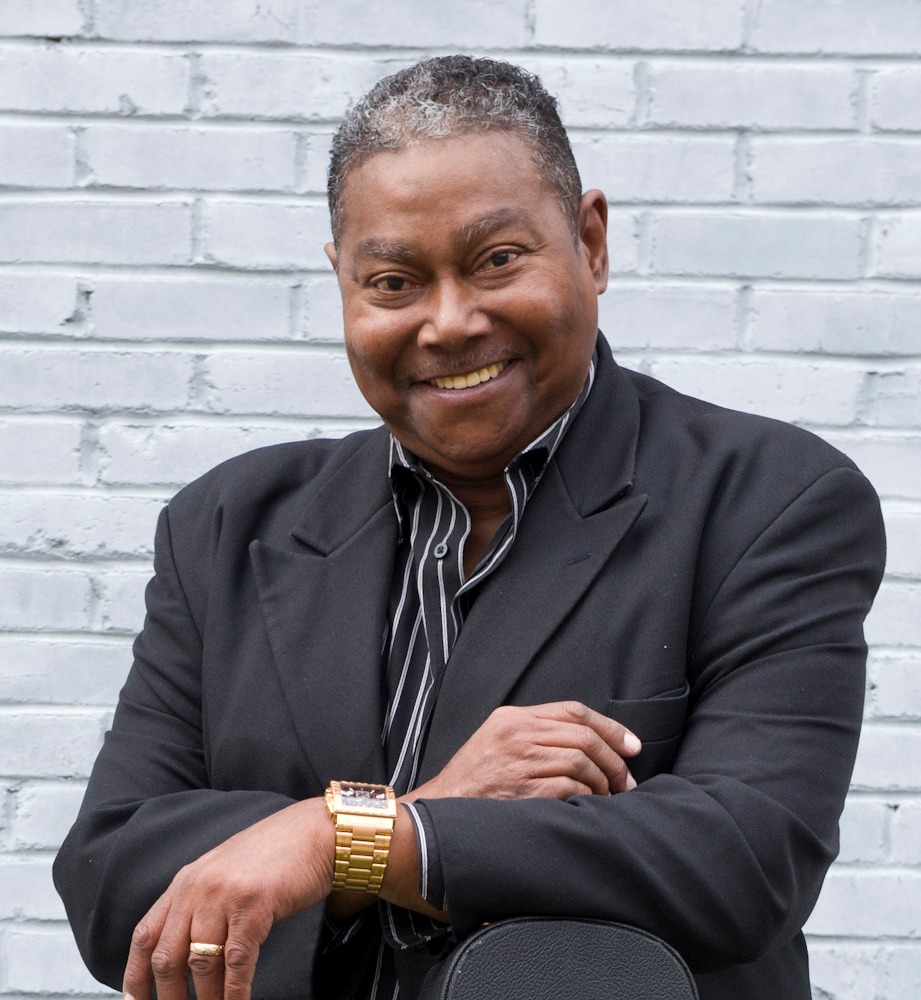
Charles Pitts
overleden in 2012

- 37 - Antonia de Jongere (73), keizerin en moeder van Claudius
- 1308 - Albrecht I (rooms-koning) (53)
- 1484 - Adalbert van Saksen (16), diocesaan administrator van het Keurvorstendom Mainz
- 1539 - Isabella van Portugal (35), echtgenote van Karel V
- 1555 - Paus Marcellus II (53), (paus in 1555)
- 1572 - Paus Pius V (68)
- 1760 - Christiane Mariane von Ziegler (64), Duits tekstdichteres
- 1814 - Pierre Van Cortlandt (93), Amerikaans politicus
- 1873 - David Livingstone (60), Schots ontdekkingsreiziger
- 1886 - Conrad Busken Huet (59), Nederlands schrijver en literatuurcriticus
- 1891 - Eduard Schönfeld (62), Duits astronoom
- 1892 - Willem Albert Scholten (72), Nederlands industrieel
- 1904 - Antonín Dvořák (62), Tsjechisch componist
- 1917 - Joseph Van Naemen (80), Belgisch politicus en burgemeester
- 1925 - Adolf von Steiger (65), Zwitsers politicus
- 1933 - William Bertram (53), Canadees acteur en filmregisseur
- 1935 - Henri Pélissier (46), Frans wielrenner
- 1945 - Wilhelm Burgdorf (50), Duits generaal
- 1945 - Joseph Goebbels (47), Duits politicus en publicist
- 1945 - Hans Krebs (47), Duits generaal
- 1945 - Werner Ostendorff (41), Duits generaal
- 1951 - Takashi Nagai (43), Japanse radioloog en schrijver
- 1954 - Pentti Larvo (47), Fins voetballer
- 1955 - Mike Nazaruk (33), Amerikaans autocoureur
- 1956 - LeRoy Samse (72), Amerikaans atleet
- 1958 - Oscar Torp (64), Noors politicus
- 1970 - Sjaan Mallon (64), Nederlands atlete
- 1971 - Glenda Farrell (66), Amerikaans actrice
- 1973 - Asger Jorn (58), Deens schrijver en schilder
- 1973 - Marinus Vertregt (76), Nederlands wetenschapper
- 1979 - Taisto Mäki (68), Fins atleet
- 1980 - Fred Ormskerk (57), Surinaams militair
- 1981 - Concepción Palacios Herrera (87), Nicaraguaans arts en activist
- 1982 - Walther Wenck (81), Duits generaal
- 1983 - George Hodgson (89), Canadees zwemmer
- 1986 - Margaretha Eijken (110), Nederlands oudste inwoner
- 1994 - Jan van Ginkel (76), Nederlands atleet
- 1994 - Ayrton Senna da Silva (34), Braziliaans autocoureur
- 1999 - Brian Shawe-Taylor (84), Brits autocoureur
- 2000 - Cláudio Christovam de Pinho (Cláudio) (77), Braziliaans voetballer
- 2000 - Steve Reeves (74), Amerikaans acteur en bodybuilder
- 2003 - Wim van Est (80), Nederlands wielrenner
- 2003 - Elizabeth Hulette (42), Amerikaans pro worstelmanager (Miss Elizabeth)
- 2003 - István Kelen (91), Hongaars tafeltennisser
- 2003 - Paul Moore (83), Amerikaans predikant voor de episcopaalse kerk
- 2004 - Ejler Bille (94), Deens kunstschilder, beeldhouwer en dichter
- 2005 - Kenneth Bancroft Clark (90), Amerikaans psycholoog en activist voor rassenintegratie
- 2006 - John Brack (56), Zwitsers zanger
- 2006 - Raúl Primatesta (87), Argentijns aartsbisschop en kardinaal
- 2007 - Sjaak Hubregtse (63), Nederlands neerlandicus en publicist
- 2008 - Philipp von Boeselager (90), Duits militair, verzetsstrijder en bosbeschermer
- 2008 - Anthony Mamo (99), eerste president van Malta
- 2008 - J.J. Voskuil (81), Nederlands schrijver
- 2009 - Albert Hamilton Gordon (107), Amerikaans ondernemer en econoom
- 2009 - Jokke Kangaskorpi (37), Fins voetballer
- 2009 - Karst Tates (38), pleger van de aanslag op Koninginnedag 2009
- 2011 - Henry Cooper (76), Brits bokser
- 2011 - Ted Lowe (90), Brits snookercommentator
- 2011 - Reynaldo Uy (59), Filipijns politicus
- 2011 - Agustín Garcia-Gasco Vicente (80), Spaans kardinaal
- 2012 - Gogó Andreu (92), Argentijns acteur en komiek
- 2012 - Charles Pitts (65), Amerikaans soul- en bluesgitarist
- 2013 - P.C. Paardekooper (92), Nederlands taalkundige
- 2014 - Dirk Bisschop (59), Belgisch burgemeester
- 2014 - Heinz Schenk (89), Duits presentator en acteur
- 2015 - Pete Brown (80), Amerikaans golfspeler
- 2015 - José Canalejas (90), Spaans acteur
- 2015 - Geoff Duke (92), Brits motorcoureur
- 2015 - John Tout, Brits pianist, toetsenist en componist
- 2015 - Grace Lee Whitney (85), Amerikaans actrice
- 2016 - Madeleine Lebeau (92), Frans actrice
- 2017 - Katy Bødtger (84), Deens zangeres
- 2017 - Anita Franken (59), Nederlands beeldhouwster
- 2017 - Pierre Gaspard-Huit (99), Frans regisseur
- 2017 - Karel Schoeman (77), Zuid-Afrikaans schrijver
- 2017 - Raul Costa Seibeb (25), Namibisch wielrenner
- 2018 - Arti Kraaijeveld (71), Nederlands musicus
- 2020 - Ben Hoekendijk (81), Nederlands evangelist en zeezeiler
- 2020 - Dolf Niezen (94), Nederlands voetballer
- 2020 - Will Theunissen (65), Nederlands gitarist
- 2020 - Georgios Zaimis (82), Grieks zeiler
- 2021 - Pieter Aspe (68), Belgisch schrijver
- 2021 - Olympia Dukakis (89), Amerikaans actrice
- 2022 - Dominique Lecourt (78), Frans filosoof
- 2022 - Takuya Miyamoto (38), Japans voetballer
- 2022 - Ivica Osim (80), Bosnisch-Joegoslavisch voetballer en trainer
- 2022 - Jaap Ploos van Amstel (95), Nederlands beeldend kunstenaar
- 2022 - Régine (Régina Zylberberg) (92), Belgisch-Frans zangeres, filmactrice en zakenvrouw
- 2022 - Charles Siebert (84), Amerikaans acteur
- 2023 - David Fontijn (52), Nederlands archeoloog en hoogleraar
- 2023 - Gordon Lightfoot (84), Canadees zanger
- 2023 - Eileen Saki (79), Amerikaans actrice
- 2024 - Richard Tandy (76), Brits keyboardspeler
- 2025 - Jill Sobule (66), Amerikaans singer-songwriter
- 2025 - Tashi Wangdi (78), Tibetaans  politicus en diplomaat

## Viering/herdenking

Nationale feestdag Marshalleilanden

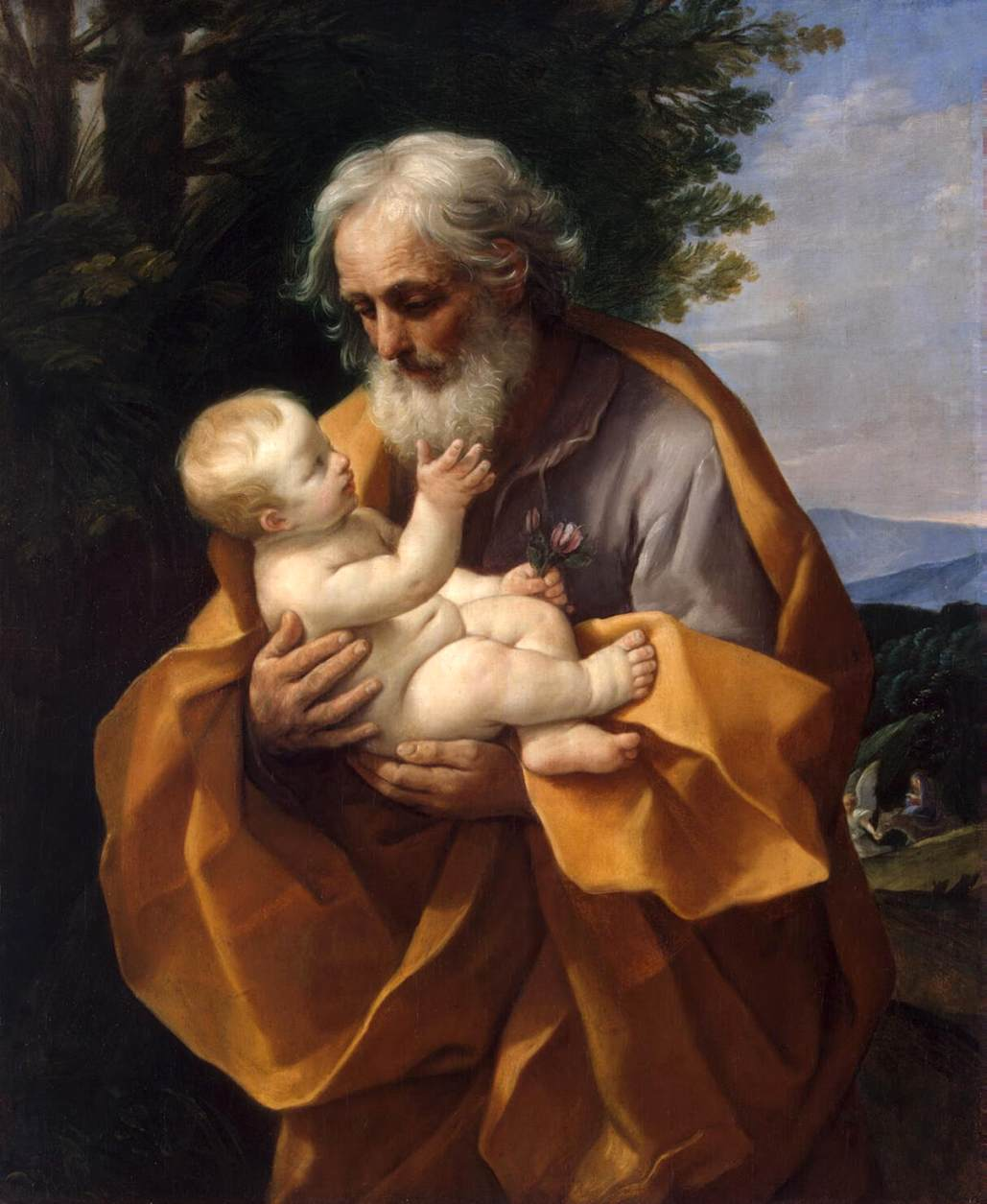
Jozef van Nazareth

- Dag van de Arbeid, in België Feest van de Arbeid genoemd
- In het Romeinse Rijk vinden de Floralia, het feest van de bloemengodin Flora, plaats. Ze duren van 28 april tot en met 3 mei
- Nationale feestdag Marshalleilanden
- Moving day, in de Verenigde Staten van Amerika vanouds de dag waarop arbeidscontracten werden vernieuwd en dus veelvuldig van baan en huis werd gewisseld.
- Rooms-katholieke kalender:
  - Heilige Jozef (van Nazareth) († 1e eeuw), patroon van de arbeiders - Vrije Gedachtenis
  - Heilige Evermaar (van Rutten) († c. 700) - Gedachtenis (in bisdom Luik)
  - Heilige Sigismund van Bourgondië († c. 524)
  - Heilige Jeremia († c. 580 v.Chr.)
  - Heilige Bertha van Avenay († c. 690)
  - Heilige Ricardo Pampuri († 1930)
  - Heilige Marcoen († 558)
  - Heilige Theodardus van Narbonne († 893)
  - Heilige Peregrinus Laziosi († 1345)
  - Heilige Walburga (Walpurgis)
- Leiday in Hawaï

## Weerextremen

### Nederland
| | Officiële records | Officiële records | Officiële records |      | Landelijke records | Landelijke records | Landelijke records         |
| Gebeurtenis | Jaar              | Extreem           | Locatie           | Jaar | Extreem            | Locatie            |                            |
| --- | ----------------- | ----------------- | ----------------- | ---- | ------------------ | ------------------ | -------------------------- |
| Laagste etmaalgemiddelde temperatuur (°C) | 1909              | 4,5               | De Bilt           |      | 1909               | 1,6                | Maastricht                 |
| Hoogste etmaalgemiddelde temperatuur (°C) | 2005              | 19,6              | De Bilt           |      | 2005               | 21,5               | Maastricht                 |
| Laagste minimumtemperatuur (°C) | 1962              | −2,7              | De Bilt           |      | 1962               | −4,5               | Deelen                     |
| Hoogste minimumtemperatuur (°C) | 2024              | 13,8              | De Bilt           |      | 2024               | 14,1               | Lelystad                   |
| Laagste maximumtemperatuur (°C) | 1979              | 7,9               | De Bilt           |      | 1909               | 5,3                | Maastricht                 |
| Hoogste maximumtemperatuur (°C) | 2005              | 28,5              | De Bilt           |      | 2005               | 30,0               | Eindhoven, Ell             |
| Hoogste uurgemiddelde windsnelheid (m/s) | 1905, 1925        | 13,4              | De Bilt           |      | 1925               | 20,6               | De Kooy                    |
| Hoogste windstoot (m/s) | 1954              | 21,1              | De Bilt           |      | 2018               | 28,0               | IJmuiden                   |
| Langste zonneschijnduur (uur) | 2007              | 13,8              | De Bilt           |      | 2013               | 14,2               | Hoorn Terschelling         |
| Langste neerslagduur (uur) | 1963              | 13,9              | De Bilt           |      | 1963               | 16,0               | De Kooy                    |
| Hoogste etmaalsom van de neerslag (mm) | 1934              | 22,5              | De Bilt           |      | 1978               | 26,9               | Volkel                     |
| Laagste etmaalgemiddelde relatieve vochtigheid (%) | 2011              | 42                | De Bilt           |      | 2007 2011          | 40                 | Westdorpe Hoek van Holland |
| Laagste uurwaarde luchtdruk op zeeniveau (hPa) | 1979              | 987,6             | De Bilt           |      | 1979               | 985,0              | Vlissingen                 |
| Hoogste uurwaarde luchtdruk op zeeniveau (hPa) | 1949              | 1033,8            | De Bilt           |      | 1990               | 1035,3             | Eelde, Leeuwarden          |
| Officiële records worden altijd gemeten op het KNMI-weerstation in De Bilt. Landelijke records kunnen worden gemeten op elk officieel KNMI-weerstation in Nederland. |                   |                   |                   |      |                    |                    |                            |

Uitzonderlijke gebeurtenissen
- 1909 - Landelijk maandrecord laagste etmaalgemiddelde temperatuur in °C van mei gemeten in Maastricht: 1,6
- 1932 - Eerste landelijke warme dag van het jaar gemeten in Eelde (maximumtemperatuur ≥ 20 °C op een officieel weerstation)
- 1950 - Eerste officiële warme dag van het jaar (maximumtemperatuur ≥ 20 °C in De Bilt)
- 1952 - Eerste officiële zomerse dag van het jaar (maximumtemperatuur ≥ 25 °C in De Bilt)
- 1958 - Eerste landelijke warme dag van het jaar gemeten in Eindhoven, Gilze-Rijen, Maastricht en Volkel (maximumtemperatuur ≥ 20 °C op een officieel weerstation)
- 1962 - Landelijk maandrecord laagste minimumtemperatuur in °C van mei gemeten in Deelen: −4,5
- 1986 - Eerste officiële warme dag van het jaar (maximumtemperatuur ≥ 20 °C in De Bilt)
- 1986 - Eerste landelijke warme dag van het jaar gemeten in De Bilt, Eindhoven en Gilze-Rijen (maximumtemperatuur ≥ 20 °C op een officieel weerstation)
- 2005 - Eerste officiële zomerse dag van het jaar (maximumtemperatuur ≥ 25 °C in De Bilt)

### België
Dagrecords
- 1938 - Laagste etmaalgemiddelde temperatuur 3,9 °C
- 2005 - Hoogste etmaalgemiddelde temperatuur 21 °C
- 1886 - Laagste minimumtemperatuur −1,3 °C
- 2005 - Hoogste maximumtemperatuur 29,7 °C
- 1978 - Hoogste etmaalsom van de neerslag 47,3 mm. Dit is de natste dag ooit in de maand mei.

Uitzonderlijke gebeurtenissen
- 1952 - Maximumtemperatuur tot 27,8 °C in Leopoldsburg.

<< · 1 · 2 · 3 · 4 · 5 · 6 · 7 · 8 · 9 · 10 · 11 · 12 · 13 · 14 · 15 · 16 · 17 · 18 · 19 · 20 · 21 · 22 · 23 · 24 · 25 · 26 · 27 · 28 · 29 · 30 · 31 · >>